# Santanópolis
Santanópolis is een gemeente in de Braziliaanse deelstaat Bahia. De gemeente telt 9.643 inwoners (schatting 2009).

## Aangrenzende gemeenten
De gemeente grenst aan Água Fria, Coração de Maria, Feira de Santana, Irará, Lamarão en Santa Bárbara.